# Gsmprjct°
gsmprjct° est une société montréalaise spécialisée dans le design et la production d’installations thématiques et d’expositions destinées principalement aux musées. Elle regroupe quatre compagnies, soit gsmprjct°création, gsmprjct°intégration, gsmprjct°média et gsmprjct°technologie.

## Historique

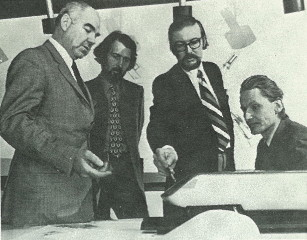
Jacques Guillon, Morley Smith, Laurent Marquart et Roger Labastrou

gsmprjct° tire ses origines de Jacques Guillon Designers, le premier bureau de design pluridisciplinaire au Canada, fondé par l’architecte Jacques Guillon en 1958. La firme a participé à de nombreux projets d’envergure dans des domaines variés, incluant la signalisation et les voitures du métro de Montréal et plusieurs pavillons thématiques à l’Exposition universelle de 1967, à Montréal. Ces projets ont attiré à l’équipe Morley Smith, designer industriel qui a coordonné le design des voitures du métro de Montréal, puis le designer graphique suisse Laurent Marquart. 

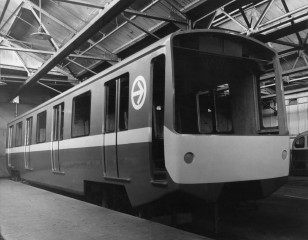
Voiture du métro de Montreal en 1967

 Ensemble, ces derniers ont également ajouté le design d’expositions au répertoire de cette compagnie polyvalente. L’équipe est complétée par un quatrième associé, Roger Labastrou, architecte suisse responsable du département d’aménagement intérieur
Rebaptisée Guillon, Smith, Marquart & Associés en 1978 alors que Guillon passe la majorité de ses actions à Smith et Marquart, puis GSM Design en 1982, la compagnie offre des services en communications visuelles, en design industriel, en design d’aménagement et en design d’expositions. Ayant assuré sa relève, Jacques Guillon prend sa retraite en 1987. 

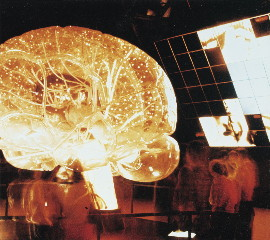
Pavillon thématique L'homme et la vie, Expo 67

Avec le départ de Guillon et le déménagement de la filiale de design industriel dirigée par Morley Smith à Ville Saint-Laurent, c’est Laurent Marquart qui assure la présidence de la compagnie à partir de 1987, entouré de ses associés Kathleen Lanni en aménagement intérieur et Yves Mayrand en design d’expositions. L’entreprise, opérant à cette époque sous le nom de GSM Design/ Aménagement, communication visuelle et exposition inc., se spécialise et fait affaire à une clientèle et une concurrence internationale. 
La filiale Aménagement de GSM Design se forge une réputation basée sur sa capacité d’adaptation aux réalités culturelles, ce qui lui permet de travailler sur des projets très variés, d’un centre communautaire juif (Fédération CJA, 1997-2000), à la compagnie d’informatique suédoise Ericsson Communications, ou la Banque nationale de Dubaï. 

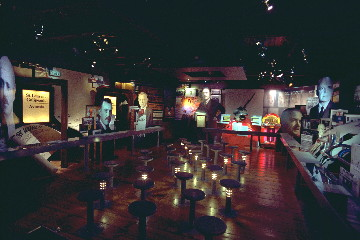
Salle multimédia du Site historique national Louis St-Laurent

Entretemps, une série de succès en design d’expositions, incluant l’aménagement du lieu historique national Louis-S.-St-Laurent (1982), pour lequel GSM a inventé le concept du spectacle multimédia et l’exposition Mémoires au Musée de la civilisation de Québec (1988) qui redéfini le rôle du visiteur comme acteur, plutôt qu’un simple spectateur, permet au département de design d’expositions de GSM de prendre son essor. En parallèle, la compagnie réduit ses services en communications visuelles, se limitant uniquement au graphisme nécessaire à ses projets d’aménagement et d’exposition. 

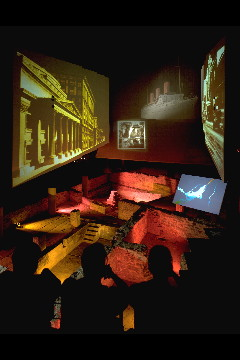
Spectacle multimédia "Si Montréal m'était conté" à la Pointe-à-Callière

À partir de 1992, GSM Design collabore de plus en plus avec TBY, une compagnie spécialisée en gestion de spectacles fondée par l’ingénieur Pierre Royer et l’éclairagiste Vincent Brie, notamment lors de la création d’un spectacle multimédia pour Pointe-à-Callière, musée d'archéologie et d'histoire de Montréal, en 1992. En 2001, Vincent Brie, Pierre Royer et Yves Mayrand créent une nouvelle compagnie, M2C1 (pour «mesure deux fois, coupe une fois») dont le mandat est de veiller à la fabrication et l’installation d’équipement de spectacles, d’expositions et de foires. Ces quatre compagnies collaborent ainsi à divers projets, dont l’aménagement du City Museum de Washington en 2003. 
Afin d’offrir un service spécialisé et clés en main, GSM Design se sépare de son département d’aménagement intérieur en 2002, pour devenir GSM Design Expositions.  En 2004, ils créent également Kleio Systems pour développer des nouvelles technologies reliées au domaine des expositions. M2C1 et Kleio Systems sont rebaptisées GSM Build et GSM Products respectivement, et GSM Media est créé en 2005. TBY sera fusionné à GSM Build par la suite. Ce groupe de compagnies et dès lors en mesure d’offrir un service clés en main, incluant la conception, la gestion, la fabrication, l’installation et l’entretien d’expositions. 

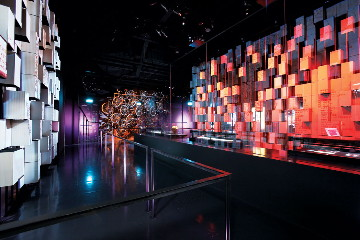
La History Gallery du National Museum of Singapore

En 2003, GSM n’a aucun projet à Montréal et 98 % de ces affaires se font à l’extérieur du Canada. Après avoir complété l’aménagement du Asian Civilisations Museum à Singapour, GSM y établit un bureau et décroche en 2003 le mandat de réaliser le nouveau National Museum of Singapore, qui a ouvert ses portes en 2006 et qui leur a valu de nombreux prix, dont le prix argent des Design Exchange Awards dans la catégorie Interior Design - Temporary or Portable en 2007 pour les Living Galleries, et le prix d’excellence Graphex 2008 pour la History Gallery. 

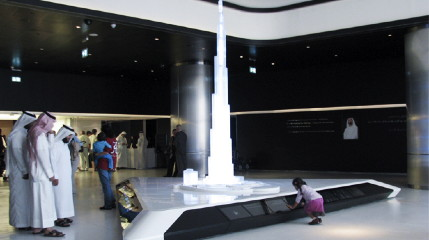

En 2005, GSM obtient un contrat pour la réalisation de l’observatoire, le centre d'interprétation et l’expérience multimédia à l’intérieur des ascenseurs de Burj Khalifa, la plus haute tour du monde, inaugurée à Dubaï en janvier 2010. En 2007, GSM établit une représentation à Dubaï.
En honneur de son 50e anniversaire, la compagnie rénove son image. Opérant depuis 2008 sous le nom de gsmprjct°, l’entreprise a participé plus récemment à la création d'Espace Montréal, à l’Exposition universelle de Shanghai, qui met en vedette le Complexe environnemental de Saint-Michel à Montréal comme exemple de développement urbain durable.

## Projets marquants

### Design industriel
- Voitures du métro de Montréal, 1962.

- Taxi GSM, 197533.

- Train LRC, Transport Canada, 1977.

- Rouleau à peinture « Simms System 2000 », T.S. Simms & Co., Ltd., 1979.

- Tracteur « Versatile 1150 », Versatile Farm Equipment, 1978.

### Communication visuelle
- Signalisation du métro de Montréal, 1962.

- Aéroport de Mirabel, 1974.

- Signalisation de Parcs Provinciaux du Québec, Ministère du Tourisme du Québec, 1979.

- Maison du Citoyen, Hull, 1984.

- Rapport annuel, Ciment St-Laurent, 1987.

- Image de marque Nordair, 1984.

- Signalisation du Centre Sheraton, 1982-1983.

### Aménagement
- Hôtel Méridien, Houston, San Francisco, Mexico, Koweït, 1985

- Banque nationale de Dubaï, Émirats arabes unis, 1992-1998

- Bibliothèque nationale du Québec, Montréal, 1995-1996

- Fédération CJA, Montréal 1997-2000

- du Dubai Siège social, Dubai, Émirats arabes unis, 2007

### Expositions
- Pavillon thématiqueL’homme et la vie, Exposition universelle de 1967, Montréal, 1967.

- Pavillon belge, Exposition universelle de 1967, Montréal, 1967.

- Lieu historique national Louis-S.-St-Laurent, Compton, Canada, 1982.

- Pavillon canadien, Exposition universelle de 1986, Vancouver, Canada, 1986.

- Mémoires, Musée de la civilisation de Québec, Canada, 1988.

- Montréal, Carrefour d’échanges, Pointe-à-Callière, musée d'archéologie et d'histoire de Montréal, Canada, 1992.

- Pavillon de la réalité virtuelle Océania, Exposition universelle de 1998, Lisbonne, Portugal, 1998.

- Si Montréal m’était conté..., Pointe-à-Callière, musée d'archéologie et d'histoire de Montréal, Montréal, 2000.

- Centre des sciences de Montréal (iSci), Vieux-Port de Montréal, Canada, 2000.

- The Mysterious Bog People, exposition itinérante, 2002.

- L’aventure de l’électricité, Musée EDF Electropolis, France 2001-2003.

- City Museum of Washington, Washington D.C., États-Unis d’Amérique, 2003.

- Asian Civilisations Museum, Singapour, 2003.

- National Museum of Singapore, Singapour, 2006.

- Musée historique de Strasbourg, France, 2007.

- Passagers/Passengers, Musée de la civilisation de Québec, Canada, 2008.

## Projets récents
- At the Top, Burj Khalifa, Dubai, Émirats arabes unis, 2009.

- Irlandais O’Quebec, Musée McCord d’histoire canadienne, Montréal, 2009.

- Aqua, Exposition itinérante, Fondation One Drop, Montréal, 2009.

- Espace Montréal, Exposition universelle de 2010, Shanghai, Chine, 2010.